# Opmærksomhed
Opmærksomhed er den adfærdsmæssige og kognitive proces at rette sanserne mod et objekt og evnen til at fastholde koncentrationen. Der er forskel på evnen til at fastholde og allokere opmærksomhed i forskellige kulturer..
William James og Edward B. Titchener var den moderne psykologis grundlæggere og beskrev opmærksomhed som flere elementer. Flere af disse vil blive uddybet yderligere nedenfor.
Opmærksomhed er nødvendig for at holde information i arbejdshukommelsen og for effektivt at lagre den i langtidshukommelsen og derved lære det.
Opmærksomhed kan både ses som en parallel processering og en seriel processering. Desuden kan opmærksomhed både være fokuseret og delt, hvilket bl.a. kan ses ved cocktailparty-effekten.
Derudover argumenterer Broadbent for, at opmærksomhed er selektiv, da der er en begrænsning for, hvor mange informationer et individ kan processere på én gang. Det er en antagelse Treisman og Deutsch og Deutsch har arbejdet videre på og har udviklet deres egne teorier til.
Desuden kan der også være tale om vedvarende opmærksomhed med fastholdt opmærksomhed på et objekt over en længere periode.
Opmærksomhed kan også ses som åbenlys opmærksomhed eller skjult opmærksomhed (overt og covert attention).
For at undersøge opmærksomhed, bruges ofte visuel søgning. De første forsøg, der brugte denne metode, tydede på, at der fandtes to fundamentalt forskellige typer søgning: egenskabssøgning og kombinationssøgning
Opmærksomhed er også opdelt i endogen og eksogen opmærksomhed. Eksogen opmærksomhed en stimulidreven opmærksomhed, mens endogen opmærksomhed er en målrettet opmærksomhed